# غريغوري جاي نيويل
غريغوري جاي نيويل (بالإنجليزية: Gregory J. Newell)‏ هو دبلوماسي أمريكي، ولد في 30 سبتمبر 1949 في جينيسيو في الولايات المتحدة.

## وصلات خارجية
- غريغوري جاي نيويل على موقع إن إن دي بي (الإنجليزية)